# Guan Daosheng

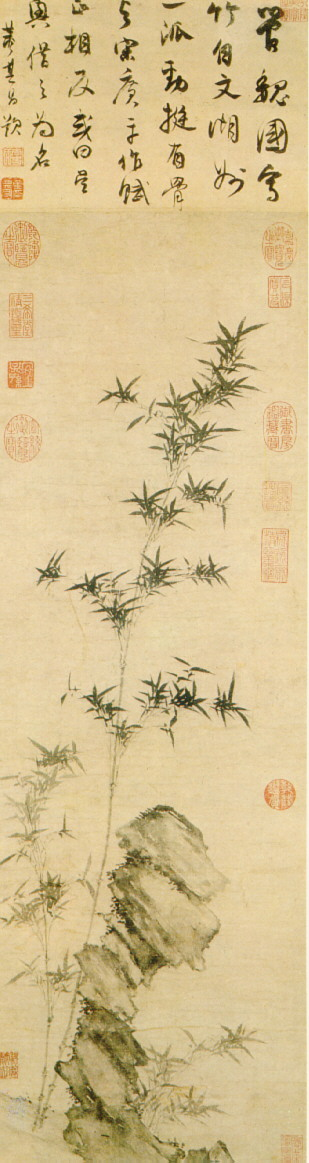
Bambus und Stein (竹石图), Guan Daosheng, Nationales Palastmuseum

Guan Daosheng (chinesisch: 管道昇; Huzhou; * 1262; † 1319) war eine chinesische Malerin, Kalligrafin und Dichterin der Yuan-Dynastie.
Der Kaiser Khan war ein großer Sammler von ihren Werken, und der Kalligraphiewerken von ihrem Sohn Zhao Yong und ihrem Mann Zhao Mengfu.

## Leben und Wirken
Im Alter von 24 Jahren heiratete Guan Daosheng den Künstler Zhao Mengfu. Seine Anstellung beim Kaiser erlaubte es ihr weite Teile des Landes zu sehen, insbesondere auch ländlichere Gegenden. Inspiriert von ihren Eindrücken begann sie ihr Wirken als Malerin 1296. Ihre Kunst erfreute sich großer Beliebtheit innerhalb der Yuan-Dynastie, und Kaiser Khan beauftragte Guan Daosheng den Tausend-Zeichen-Klassiker zu kopieren.
Doasheng bildete mit größter Vorliebe Bambus in ihren Werken ab, ein damals eher klassisch männliches Motiv, repräsentativ für den chinesischen Gentleman. Dabei malte sie den Bambus typischerweise nicht nur als Nahaufnahme, sondern als Teil einer Landschaft. Auch ihre Gedichte schrieb sie bevorzugt auf ihre eigenen Werke von Bambus.
Im Alter von 58 Jahren erkrankte Guan Daosheng, woraufhin sie verstarb.